# 255E busz (Budapest)
A budapesti 255E jelzésű autóbusz a Boráros tér és az Alacskai úti lakótelep között közlekedik zónázó gyorsjáratként, kizárólag a munkanapi csúcsidőszakokban. A viszonylatot a Budapesti Közlekedési Zrt. üzemelteti.

## Története
2019 áprilisától – az M3-as metróvonal Kőbánya-Kispest–Nagyvárad tér szakaszának lezárása miatt – a 254E jelzésű járat a Nagyvárad térig hosszabbítva, 254M jelzéssel közlekedett és nem állt meg a Szentlőrinci út (gyorsétterem) megállónál.
2020. november 2-án belső végállomása a Boráros térre került át, emiatt nem érintette az Albert Flórián út, Nagyvárad tér és Népliget megállóhelyeket, viszont megállt a Közvágóhídnál, a Nagykőrösi út / Határ útnál és a Kossuth Lajos utcánál.
Az M3-as metróvonal felújításának újabb ütemével a buszjáratot 2022. május 16-ától a korábbi 254E gyorsjárat váltotta fel, ami megállt Pestszentimre felé az Ecseri úti metróállomásnál, Népliget felé a Nagykőrösi út és a Határ út kereszteződésénél, valamint mindkét irányban a Kossuth Lajos utcánál. 2022. szeptember 1-jétől a 254E busz kettébontva, részint 254M jelzéssel a Boráros térre közlekedett, módosított megállókiosztással. Az autóbuszjárat a 254E-vel ellentétben nem érintette az Ecseri út metróállomás, az Újlaki utca és a Kamiontelep megállóhelyeket, helyette viszont mindkét irányban megállt a Haller utca / Soroksári út, a Kén utca HÉV-állomás (Illatos út), a Táblás utca és a Bethlen Gábor utca, illetve Pestszentimre felé a Nagykőrösi út / Határ út megállóhelyeken is.
2023. március 6-ától a továbbiakban 255E jelzéssel közlekedik, majd március 18-ától a szóló buszokat csuklós járművek váltják a vonalon.

## Útvonala
| Alacskai úti lakótelep felé |
| Boráros tér H vá. – Soroksári út – Illatos út – Gyáli út – Nagykőrösi út – Nemes utca – (Alacskai úti körforgalom – Nemes utca)* – Bükk utca – Alacskai úti lakótelep vá. |
| Boráros tér felé |
| Alacskai úti lakótelep vá. – Bükk utca – Nemes utca – (Alacskai úti körforgalom – Nemes utca)* – Nagykőrösi út – Gyáli út – Illatos út – Soroksári út – Boráros tér H vá. |

## Megállóhelyei
| 0  | 0  | Boráros tér H végállomás                                                                   | 29 | 27 | 2, 2B, 4, 6, 23 15, 54, 55, 212, 212A, 212B, 223E, 224, 224E          |
| 1  | 1  | Haller utca / Soroksári út                                                                 | 28 | 26 | 2, 2B, 23, 24 54, 55, 223E, 224, 224E                                 |
| 4  | 4  | Közvágóhíd H                                                                               | 26 | 24 | 1, 2, 24 54, 55, 179, 223E, 224, 224E                                 |
| 7  | 7  | Kén utca H (Illatos út)                                                                    | 23 | 21 | 54, 55, 224                                                           |
| 9  | 9  | Táblás utca                                                                                | 21 | 19 | 54, 55                                                                |
| 12 | 12 | Nagykőrösi út / Határ út                                                                   | 19 | 17 | 54, 55, 66, 66B, 66E, 84E, 89E, 94E, 123, 123A, 148, 254E, 294E 3, 52 |
| 18 | 18 | Szentlőrinci út                                                                            | 13 | 11 | 36, 54, 55, 84E, 89E, 94E, 198, 254E, 294E                            |
| 21 | 21 | Bethlen Gábor utca                                                                         | 8  | 6  | 54, 55, 84E, 89E, 294E                                                |
| 24 | 24 | Pestszentimre vasútállomás (Nemes utca) (↓) Pestszentimre vasútállomás (Nagykőrösi út) (↑) | 7  | 5  | 54, 55, 84E, 89E, 94E, 166, 254E, 266, 294E S21                       |
| 25 | 25 | Ady Endre utca                                                                             | 6  | 4  | 84E, 166, 254E, 266                                                   |
| 26 | 26 | Kisfaludy utca                                                                             | 4  | 2  | 84E, 166, 184, 254E, 266, 284E                                        |
| 27 | 27 | Damjanich utca                                                                             | 3  | 1  | 166, 254E, 266                                                        |
| ∫  | 28 | Alacskai úti lakótelep                                                                     | 2  | ∫  | 166, 182, 254E, 266, 282E                                             |
| ∫  | 29 | Alacskai út (↓) Tölgy utca (↑)                                                             | 1  | ∫  | 166, 182, 254E, 266, 282E                                             |
| 28 | 30 | Alacskai úti lakótelep végállomás                                                          | 0  | 0  | 166, 182, 254E, 266, 282E                                             |